# Quai Magellan
Pour les articles homonymes, voir Magellan.
Le quai Magellan est une voie de Nantes, en France.

## Situation et accès
Situé dans le centre-ville de Nantes, sur la rive méridionale de l'ancienne île Gloriette sur les bords de la Loire (bras de la Madeleine), le quai débute au niveau du pont Général-Audibert et de la place Aimé-Delrue pour se terminer par le quai Ferdinand-Favre à l'entrée du Canal Saint-Félix.
Les autres artères qui débouchent sur ce quai sont les rues de Bitche, Vasco-de-Gama, de Belfort, Fouré et des Olivettes.

## Origine du nom
Il rend honneur au navigateur portugais Fernand de Magellan (vers 1480-1521), à l'origine de la première circumnavigation de l'histoire.

## Historique
Le 20 juin 1835, le Conseil municipal est invité à revenir au plan du 26 septembre 1793 relatif à l'aménagement du quai alors baptisé « quai des Fumiers » (parce que le dépôt de fumiers qui y existe n'est supprimé qu'en 1837) ou « quai de la Madeleine » ; les travaux, commencés dans ce sens, sont donc poursuivis et  il prend son nom actuel le 27 octobre 1837.
En 1984, est élaboré le projet d'une voie sur berge destinée à doubler, entre autres, le quai Magellan, sur la quasi-totalité de son tracé (seule l'extrémité est n'est pas concernée). Cette nouvelle voie prend, plus tard, le nom de quai André-Morice.

## Bâtiments remarquables et lieux de mémoire

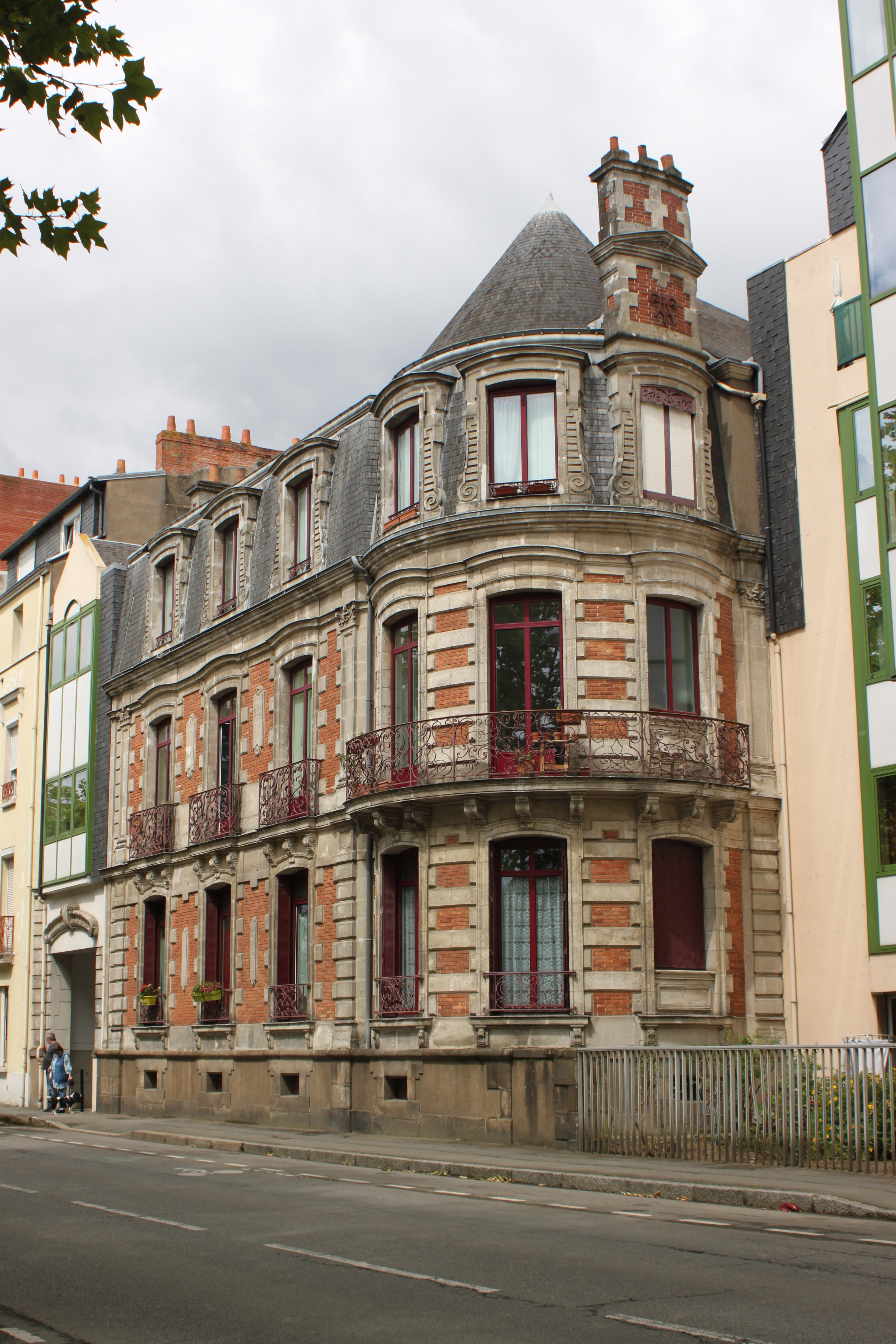
Un ancien hôtel particulier.

Au no 1 du quai, à la jonction avec le quai Ferdinand-Favre, les architectes Stéphane Guédon et Yves Pérouse (cabinet ACROPA) conçoivent un immeuble d'angle. Cet édifice, dû à une initiative privée, répond au code classique de hiérarchisation des différents étages : commerces et bureaux sur la rue, au rez-de-chaussée et à l'entresol ; au-dessus, trois niveaux d'appartements couvrant 80 m2 et dotés d'un balcon de 33 m2 (équivalent des étages « bourgeois ») ; au sommet, attique à façade en retrait (équivalent des logements des domestiques). La comparaison avec les immeubles antérieurs au XXe siècle s'arrête pourtant là : il n'y a pas de hiérarchie de qualité. Les étages supérieurs forment des appartements en triplex (trois niveaux).